# Cabalgata y Fiesta de la Cerámica (Manises)

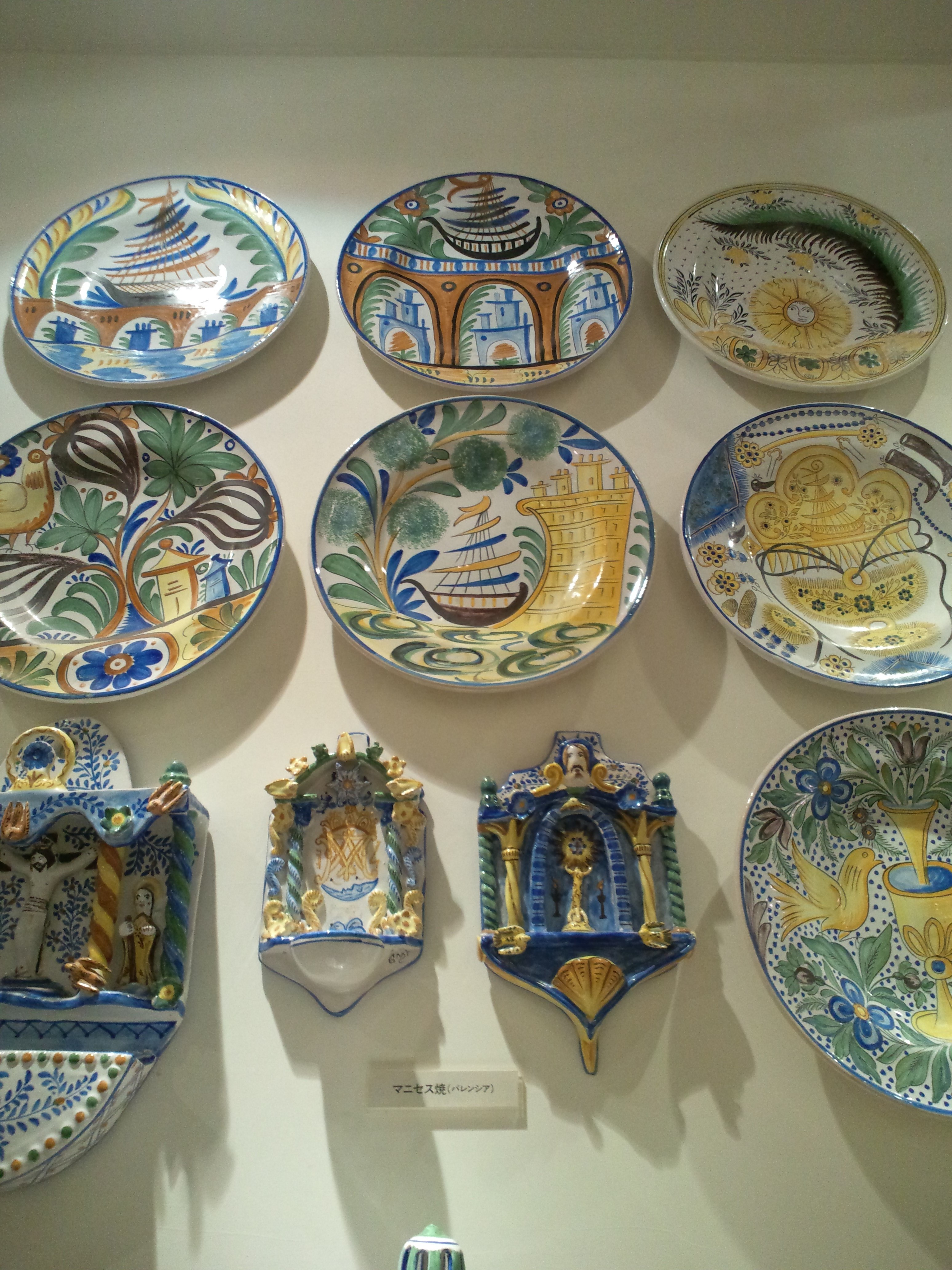
Museo "Castillo de Xavier". Cerámica Manises

La Cabalgata y Fiesta de la Cerámica es una fiesta que se celebra a mitad del mes de julio en Manises, España. Se festeja en honor a Santa Justa y Rufina, patronas de las ceramistas y del municipio, elegidas  por el Papa Pío XI, el año 1925.

## Historia

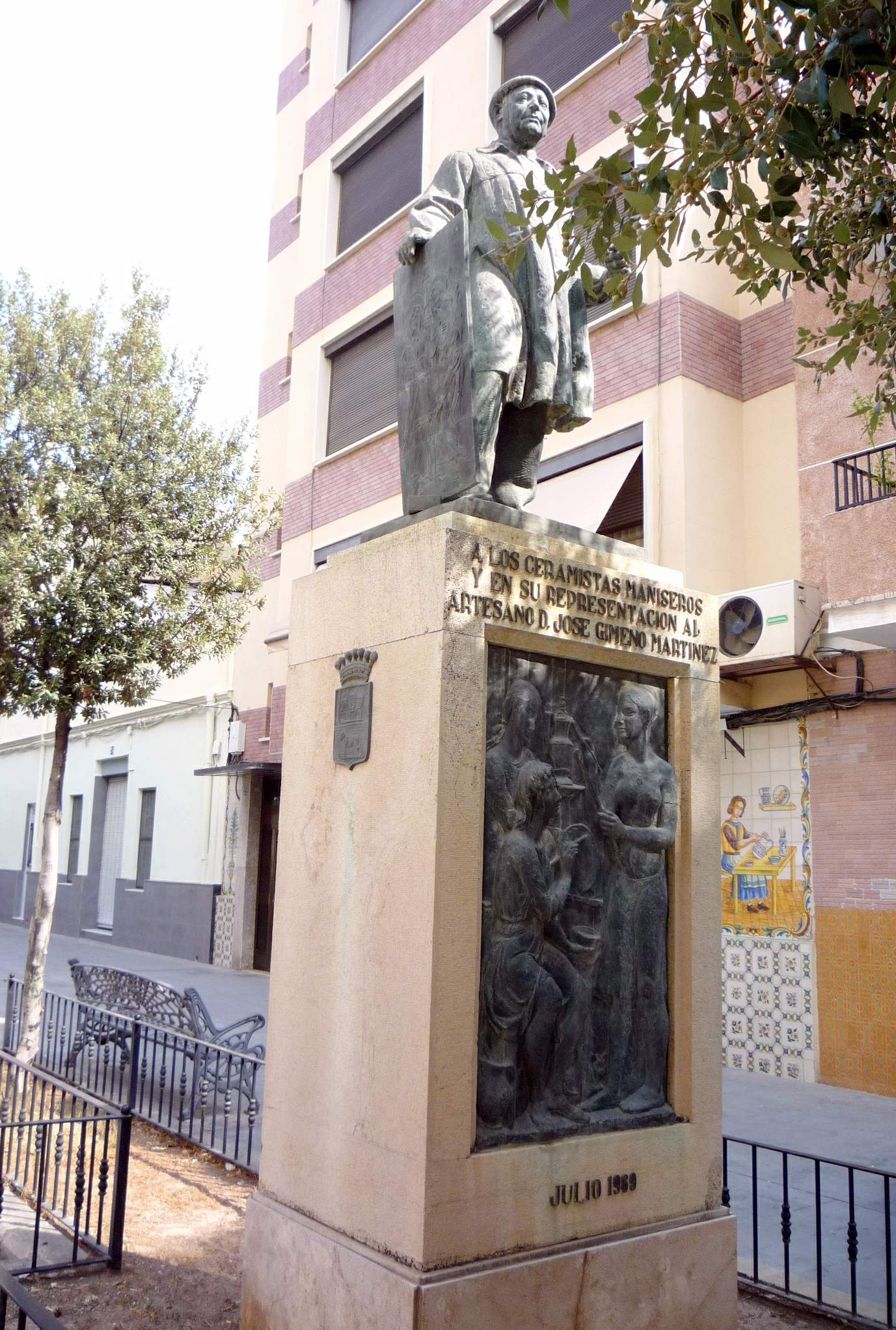
Monumento al ceramista manisero

Desde el año 1900, primer año del que se tiene constancia que se celebrase esta fiesta, se celebraba el 18 de julio, la víspera de las Santas. Sin embargo, los años anteriores a este, la cabalgata tenía lugar el primer día de la fiesta del pueblo, día 19. 
Sobre el origen de la cabalgata se tiene dos hipótesis. La primera es que un artesano llamado Elías Hueso Gimeno habría tenido la idea de fabricar juguetes de cerámica o que tal vez, algún clavario consideró interesante incorporarlo a las fiestas y Gimeno, se ofrecería a producirlos. Fue cuestión de debate la propuesta de que estas fiestas surgieran a semejanza de la Batalla de Flores de Valencia, caracterizado por el alquiler de carrozas para los Clavarios, que no competían por premios. Una de ellas se denomínala " el carro triunfal" y era la utilizada comúnmente.
Hasta la década de los 60, la cabalgata consistía en carruajes tirados por caballos, caballería adornada. El comienzo del desfile venía marcado por los estandartes del Reino con vestimenta de época y coronas. Los gigantes y cabezudos bailaban y caminaban mientras se tocaba la dolçaina, y recibían contribuciones y donativos del público. Después. tenían lugar las grupas, jóvenes montadas en caballo que se asemejaban a los aderezo de las carrozas. Con el paso de los años, han ido cambiando las tradiciones, por ejemplo las grupas ya no se celebran.
En la cabalgata, participaban diversas personas. El fabricante solicitaba una plataforma del tamaño que requiriese su proyecto, la decoración y el montaje. El pintor diseñaba el decorado, ayudado de mujeres, que aportaban su mano de obra en detalles más concretos. Posteriormente, se otorgaba un premio a la carroza más elaborada y atractiva.Se repartía menudet, pequeñas réplicas, versiones en miniatura de los originales, que los productores tenían disponibles para obsequiar a los compradores.
En el año 2001, hay un auge de la fiesta, las ruedas de prensa dan visibilidad a esta festividad, al igual que la propaganda y publicidad.
Actualmente, se exhiben en exposiciones els platerets de les santes o la escueta, juguetes reproducidos y mensaje de la cocina que utilizaban los niños para imitar a los padres en labores domésticos. También, silbatos con forma de animal que los niños soplaban y se divertían. Son objetos típicos y tradicionales de la historia de la fiesta de Manises.

## Descripción
Manises es conocida como la ciudad de la cerámica. Su fiesta tiene sus inicios hace más de un siglo, un recorte de prensa del periódico Las Provincias data como primer año festejado el 1900.  Además de conmemorar el día festivo, otro de los propósitos es publicitar la cerámica a visitores de otras localidades. Asimismo, recalcan el fuerte interés por reivindicar el arte.

## Costumbres
Anteriormente, el recorrido de la Cabalgata era un paseo por el pueblo. En la actualidad, el trayecto es de este a oeste, siendo más largo que el previo e inicia en la Plaza de la Leña donde se reúnen miles de personas. 
Ha cambiado el modelo de producción, desde las carrozas se ofrecen y regalan infinitas piezas como morteros, lámparas, ceniceros, platos, jarrones u objetos preparados por los Clavarios.
Durante el transcurso de la Fiesta Mayor es típica la Fiesta de la Cerámica, donde tiene lugar la compra-venta de esta. Por otro lado, también se puede tanto ver como elaborar pinturas, raku, torneado y socarrats.                                                                                                       Otros actos son las entradas de música, los desfiles de las clavaría, los pasacalles con cohetes o fuegos artificiales. Durante esta celebración se ofrecen productos artesanos locales. 

## Reconocimientos
La Cabalgata de la Cerámica fue considerada desde el año 2008 una Fiesta de Interés Autonómico. 
La clavaría es una asociación sin ánimo de lucro cuyo objetivo es velar por continuar celebrando las tradiciones y mantener las costumbres. Se encargan de honrar a  las Santas Justa y Rufina, las Santas Patronas de Manises, llamadas "Santes Escudelleres". A su vez, organizan el acto primario de las fiestas, la Cabalgata de la Cerámica. En el año 2021, esta asociación estaba formada por 18 clavarios incluidos los miembros de la directiva. 